# Aéroport de Gabès-Matmata
L'aéroport de Gabès-Matmata (code IATA : GAE • code OACI : DTTG) (مطار قابس مطماطة الدولي) est un aéroport tunisien qui dessert Gabès et plus généralement le sud de la Tunisie.
Ancien aéroport militaire, une partie des installations sont transformées pour un montant d'environ 27 millions de dinars afin de permettre son utilisation civile à partir du mois de janvier 2008. Il est officiellement ouvert au trafic civil par le décret du 4 juin 2008. Comme la grande majorité des aéroports tunisiens, l'infrastructure est gérée par l'Office de l'aviation civile et des aéroports.
Tunisair Express, compagnie aérienne appartenant au groupe Tunisair, assure des vols hebdomadaires entre Gabès et Tunis ; ceux-ci sont interrompus pendant près d'un an, avant de reprendre en janvier 2014.
Une aérogare d'une capacité d'accueil de 200 000 voyageurs par an, dont le coût s'élève à 5,5 millions de dinars, est mise en chantier le 22 décembre 2007. Avec le parachèvement des travaux, l'aéroport doit revêtir une dimension internationale avec la programmation de vols à destination de pays arabes et européens. Le chantier est en cours en mai 2011.
Le 11 août 2015, le nouveau terminal réalisé sur une superficie de 2 000 m2, entre en service. Il a une capacité d’accueil annuel de 200 000 voyageurs. Le 25 juin, le gouvernement tunisien tient un conseil ministériel portant sur l'amélioration de l’activité de cet aéroport à travers la programmation de nouvelles lignes internationales,,.

## Situation
| \| 50 km1:6 099 000 \| Djerba · Zarzis Tunis · Carthage Enfidha · Hammamet Gabès · Matmata Gafsa · Ksar Monastir · Habib-Bourguiba Sfax · Thyna Tabarka · Aïn Draham Tozeur · Nefta El Borma Remada Borj · El Amri |
| 50 km1:6 099 000 |

### Compagnie aérienne et destinations
| Compagnies       | Destinations                                   |
| ---------------- | ---------------------------------------------- |
| Tunisair Express | Gafsa-Ksar, Sfax-Thyna, Tozeur, Tunis-Carthage |

Actualisé le 28 juillet 2023